# Castelo de Bonnetière
O Château de la Bonnetière é um antigo castelo e agora um château situado na comuna de La Chaussée no departamento de Vienne, na França. O seu pombal data do século XIV e pode acomodar cerca de 1.300 pombos.

## História
O pombal octogonal situado no pátio data do século XIV e é um dos mais antigos do Sénéchaussée de Loudunais. Está designado como um monumento histórico desde 29 de setembro de 1987.
A capela abriga uma exposição sobre a história do château.